# Churwalden
Churwalden (hist. Curvalda) – miejscowość i gmina w Szwajcarii, w kantonie Gryzonia, w regionie Plessur. 1 stycznia 2010 do gminy przyłączono gminy Malix oraz Parpan.

## Demografia
W Churwalden mieszka 1 936 osób. W 2020 roku 21,2% populacji gminy stanowiły osoby urodzone poza Szwajcarią. 

## Transport
Przez teren gminy przebiega droga główna nr 3.